# Brunn (Nürnberg)
Brunn ist ein Gemeindeteil der kreisfreien Stadt Nürnberg und eine der drei bewohnten Nürnberger Exklaven. Zusammen mit Birnthon und Netzstall bildet es den statistischen Bezirk 97. Brunn liegt in der Gemarkung Brunn. Bis zum 30. Juni 1972 war Brunn eine Gemeinde im Landkreis Nürnberg.

## Geographie

### Lage
Das Dorf liegt im Osten Nürnbergs und ist vollständig vom Lorenzer Reichswald umgeben. Nachbarorte sind (dem Uhrzeigersinn folgend und im Norden beginnend) das gemeindefreie Gebiet Brunn, der Leinburger Gemeindeteil Fuchsmühle, der Nürnberger Gemeindeteil Netzstall und das gemeindefreie Gebiet Fischbach. Westlich erhebt sich der 438 m hohe Brunner Berg, östlich führen die Bundesautobahn 3 und der Ludergraben vorbei, der wie der nördlich des Ortes verlaufende Reingraben östlich der Autobahn von links in den Röthenbach fließt.

### Schutzgebiet
Im Nordosten von Brunn befindet sich eine 17 Hektar große Teilfläche des 44 Hektar umfassenden FFH-Gebiets Rodungsinseln im Reichswald. Das artenreiche und größtenteils magere Grünland auf Sandsteinkeuper (Lebensraumtyp Magere Flachland-Mähwiesen) nördlich der Brunner Hauptstraße stellt ein wichtiges Erhaltungsziel des europäischen Schutzgebiets dar.

### Eichenhain bei Brunn
Der Brunner Eichenhain ist ein ehemaliger Hutanger am südöstlichen Ortsrand von Brunn (49° 26′ 6,83″ N, 11° 15′ 47,09″ O). Hutanger sind von der Dorfgemeinschaft gemeinsam genutzte Weideflächen. Am ersten Wochenende im Juli veranstaltet die Freiwillige Feuerwehr Brunn seit 1973 das weit über die Grenzen hinaus bekannte Eichenhainfest.

## Geschichte
Die erste Erwähnung der damaligen Veste Brunn, die von den Waldstromern verwaltet wurde, datiert auf das Jahr 1347. Das Anwesen wurde 1360 zusammen mit Netzstall an die Nürnberger Burggrafen verpfändet. Es war bis ins 14. Jahrhundert Jagdschloss von Kaiser und Königen. Im Ersten Markgrafenkrieg wurde die Burg 1449 zerstört. 1516 wurde die Ruine an das Heilig-Geist-Spital verkauft. Heute existieren lediglich noch Geländespuren. Ein von Johann David Köhler publizierter anonymer Kupferstich von 1728 gibt Auskunft über den Grundriss der Anlage.
Gegen Ende des 18. Jahrhunderts bestand Brunn aus 10 Anwesen (8 Viertelhöfe, 1 Gut, 1 Gemeindehirtenhaus). Es gab 11 Untertansfamilien. Das Hochgericht hatte die Reichsstadt Nürnberg, was vom brandenburg-ansbachischen Vogtamt Schönberg bestritten wurde. Die Dorf- und Gemeindeherrschaft sowie die Grundherrschaft über sämtliche Anwesen hatte das Spitalamt Heilig Geist.
Von 1797 bis 1808 unterstand der Ort dem Justiz- und Kammeramt Burgthann. 1806 ging Brunn an das Königreich Bayern über. Im Rahmen des Gemeindeedikts wurde Brunn dem 1808 gebildeten Steuerdistrikt Leinburg zugewiesen. 1818 entstand die Ruralgemeinde Brunn, zu der Netzstall gehörte. Sie war in Verwaltung und Gerichtsbarkeit dem Landgericht Altdorf zugeordnet (1879 in das Amtsgericht Nürnberg umgewandelt) und in der Finanzverwaltung dem Rentamt Altdorf (1919 in Finanzamt Altdorf umbenannt). Ab 1862 gehörte Brunn zum Bezirksamt Nürnberg (1939 in Landkreis Nürnberg umbenannt). Die Finanzverwaltung wurde 1928 vom Finanzamt Nürnberg-Ost übernommen. Die Gemeinde hatte 1964 eine Gebietsfläche von 1,285 km². Am 1. Juli 1972 wurde die Gemeinde Brunn im Rahmen der Gebietsreform in Bayern nach Nürnberg eingemeindet.

### Baudenkmäler
In Brunn gibt es drei Baudenkmäler:
- Brunner Hauptstraße 17: zugehörige Scheune
- Brunner Hauptstraße 25: zugehörige Scheune
- Dillbergstraße 1: zugehörige Scheune

ehemalige Baudenkmäler
- Brunner Hauptstraße 10: In der Scheune abgestellt eine Eisenplatte mit Wappenrelief. Bezeichnet „I. I. W. – B. M.“ Unten: „17 – 01“.[18]
- Brunner Hauptstraße 14: Eingeschossiges Kleinhaus aus Sandstein, verputzt. Satteldach mit Fachwerkgiebel. Fachwerk-Zwerchhaus. Angebaute „Bos“ massiv, mit Satteldach. Wohl spätes 18. Jahrhundert.[18]
- Brunner Hauptstraße 21: Eingeschossiges Wohnstallhaus aus Sandstein. Giebel Fachwerk, verputzt. Satteldach mit zwei Schleppgauben. 18. Jahrhundert.[18]
- Dillbergstraße 2: Zugehörige Scheune aus Fachwerk, mit dreigeschossigem Giebel (K- und Doppel-K-Streben). 18. Jahrhundert.[18]
- Dillbergstraße 6: Zugehörige Scheune aus Fachwerk auf Sandsteinsockel (dreigeschossiger Giebel mit K- und Doppel-K-Streben). Anfang des 18. Jahrhunderts. Kleiner Stallbau aus Sandstein mit Fachwerkgiebel. 18./19. Jahrhundert.[18]

### Bodendenkmäler
- Der Froschstein, ein Felsblock westlich von Brunn, mit Einritzungen eines Elefanten[17]
- Die Reste der abgegangenen Burg Brunn[17]

### Einwohnerentwicklung
Gemeinde Brunn
| Jahr      | 1818   | 1840   | 1852   | 1855   | 1861   | 1867   | 1871   | 1875   | 1880   | 1885   | 1890   | 1895   | 1900   | 1905   | 1910   | 1919   | 1925   | 1933   | 1939   | 1946   | 1950   | 1952   | 1961   | 1970   |
| Einwohner | 119    | 129    | 144    | 140    | 135    | 148    | 154    | 151    | 170    | 160    | 144    | 129    | 133    | 148    | 150    | 147    | 150    | 127    | 127    | 198    | 183    | 184    | 180    | 247    |
| Häuser    | 19     | 19     |        |        |        |        | 24     |        |        | 27     | 27     |        | 26     |        |        |        | 27     |        |        |        | 38     |        | 48     |        |
| Quelle    | [ 20 ] | [ 21 ] | [ 22 ] | [ 22 ] | [ 23 ] | [ 24 ] | [ 25 ] | [ 26 ] | [ 27 ] | [ 28 ] | [ 29 ] | [ 22 ] | [ 30 ] | [ 22 ] | [ 31 ] | [ 22 ] | [ 32 ] | [ 22 ] | [ 22 ] | [ 22 ] | [ 33 ] | [ 22 ] | [ 15 ] | [ 34 ] |

Ort Brunn
| Jahr      | 001818 | 001840 | 001861 | 001871 | 001885 | 001900 | 001925 | 001950 | 001961 | 001970 | 001987 | 001997 |
| Einwohner | 81     | 106    | 107    | 130    | 146    | 123    | 137    | 168    | 168    | 232    | 622    | 756    |
| Häuser    | 16     | 15     |        |        | 23     | 24     | 25     | 36     | 46     |        | 188    |        |
| Quelle    | [ 20 ] | [ 21 ] | [ 23 ] | [ 25 ] | [ 28 ] | [ 30 ] | [ 32 ] | [ 33 ] | [ 15 ] | [ 34 ] | [ 35 ] | [ 10 ] |

## Religion
Brunn ist seit der Reformation evangelisch-lutherisch geprägt und bis heute nach St. Leonhard (Leinburg) gepfarrt. Seit 1983 gibt es in Brunn das Gemeindezentrum St. Leonhard. Die Einwohner römisch-katholischer Konfession sind nach Heilig Geist (Fischbach bei Nürnberg) gepfarrt.

## Verkehr
Der Ortskern wird von der Verbindungsstraße Fischbach–Leinburg (Brunner Hauptstraße und Heiligenmühlstraße) durchquert und durch die Stadtbuslinie 54 erschlossen.